# Штакендорф
Штакендорф (нім. Stakendorf) — громада в Німеччині, розташована в землі Шлезвіг-Гольштейн. Входить до складу району Плен. Складова частина об'єднання громад Пробстай.
Площа — 7,97 км2. Населення становить 470 ос. (станом на 31 грудня 2020).